# Frank Rijkaard
Franklin „Frank” Edmundo Rijkaard  (n. 30 septembrie 1962, Amsterdam, Țările de Jos) este un antrenor de fotbal neerlandez și fost jucător. El și-a început cariera fotbalistică la clubul neerlandez Ajax, jucând pentru acesta în 196 de meciuri, marcând 86 de goluri. În anul 1988 a plecat la clubul italian AC Milan pentru care a marcat 16 goluri în 142 de meciuri. El și-a terminat cariera de fotbalist în 2001 la echipa turcă Fenerbahce înscriind pentru acesta de 6 ori în 33 de jocuri.